# Muriel Robbová
 Muriel Robbová  (13. května 1878, Newcastle upon Tyne, Anglie - 12. února 1907, Newcastle upon Tyne, Anglie) byla anglická tenistka, vítězka wimbledonské dvouhry v roce 1902.

## Grand Slam – statistika

### Wimbledon
- Vítězka ženské dvouhry: 1902

## Finálová utkání na Grand Slamu

### Vítězství (5)
| Rok  | Turnaj    | Finalistka              | Výsledek |
| 1902 | Wimbledon | Charlotte Cooper Sterry | 7–5, 6–1 |